# Takeoff
Takeoff, nom de scène de Kirsnik Khari Ball ou Kirsnick Khari Ball, est un rappeur, chanteur et auteur-compositeur américain né le 18 juin 1994 à Lawrenceville en Géorgie et mort le 1er novembre 2022 à Houston au Texas. Le soir de cette date, une dispute mortelle éclata dans une salle de bowling où se trouvaient deux membres de Migos, dont Takeoff, sur qui on a tiré. Il succombe à sa blessure par balle.
Il a été membre du trio musical hip-hop Migos, formé avec son oncle Quavo et son ami Offset.

## Biographie
Kirshnik Khari Ball est né à Lawrenceville dans le comté de Gwinnett en Géorgie (États-Unis). Il y a été élevé par sa mère, ainsi que les membres de sa famille Quavo et Offset,,.
Avec les autres membres de la famille Quavo et Offset, Takeoff a commencé à rapper en 2008. Le groupe s'est d'abord produit sous le nom de scène Polo Club, mais a finalement changé de nom pour devenir Migos. Le groupe a publié son premier projet complet, une mixtape intitulée Juug Season, le 25 août 2011. Ils ont suivi avec la mixtape No Label, le 1er juin 2012. Migos s'est d'abord fait connaître après la sortie de leur single Versace, en 2013. La chanson a été remixée par le rappeur canadien Drake et a atteint la 99e place du classement Billboard Hot 100 et la 31e place du classement Hot R&B/Hip-Hop Songs.
Leur premier album studio, Yung Rich Nation, est sorti en juillet 2015, avec des participations de Chris Brown et Young Thug, et une production de Zaytoven et Murda Beatz. L'album atteint la 17e place du Billboard 200.
Le 7 juillet 2017, Takeoff a été invité à quitter un vol avant le décollage entre Atlanta et Des Moines, Iowa, après qu'il aurait refusé de déplacer son sac du sol à un conteneur de rangement supérieur.
Le 1er novembre 2022, Takeoff est tué par balle alors qu'il jouait aux dés aux côtés de Quavo dans un bowling de Houston, au Texas. Sa mort est constatée sur les lieux. Quavo n'a pas été blessé. Selon les premiers éléments de l'enquête, Takeoff et Quavo participaient à un « rituel » autour d'un jeu de dés impliquant des sommes d'argent. Des coups de feu auraient alors retenti. Takeoff fut touché à la tête par un des tirs puis à la gorge le laissant sans vie.

## Style musical
Libération loue ses ad-libs et son flow, estimant qu'il « en était probablement l’un des athlètes les plus inventifs ».

## Discographie
- 2018 : The Last Rocket